# Conexibacter stalactiti
Conexibacter stalactiti es una bacteria grampositiva del género Conexibacter. Fue descrita en el año 2017. Su etimología hace referencia a estalactita. Es aerobia y móvil. Tiene un tamaño de 0,5 μm de ancho por 0,8-0,9 μm de largo. Catalasa y oxidasa positivas. Forma colonias circulares, lisas, convexas y de color entre cremoso y amarillo en agar TSA tras 14 días de incubación. Temperatura de crecimiento entre 10-30 °C, óptima de 30 °C. Tiene un contenido de G+C de 70,3%. Se ha aislado de estalactitas de la cueva Yong-cheon en Jeju, Corea del Sur. 